# Сегхалом
Сегхалом (мађ. Szeghalom) град је у Мађарској. Сегхалом је град у оквиру жупаније Бекеш.
Град је имао 9.465 становника према подацима из 2009. године.

## Географија
Град Сегхалом се налази у источном делу Мађарске. Од Будимпеште је град удаљен око 210 km источно. Град се налази у источном делу Панонске низије, близу реке Кереш. Надморска висина града је око 82 метра.

## Становништво
| 2017. |
| ----- |
| 8.837 |

## Партнерски градови
- Тразагис

## Галерија
- Дворац у Сегхалому
- Реформатска цеква у граду
- Железничка станица у Сегхалому